# 长寿路街道 (上海市)
长寿路街道是上海市普陀区南部的一个街道办事处，于1991年由原胶州路街道、普陀路街道合并成立。管辖范围包括普陀区位于苏州河南岸区域和北岸由曹杨路、中山北路、光新路及苏州河包围的区域。长寿路街道东面以苏州河为界与静安区江宁路街道相望，南与静安区曹家渡街道交界，西南面在万航渡路与长宁区相邻，西面和北面分别与长风新村街道、曹杨新村街道、石泉路街道和宜川路街道为邻。全区域面积4.02平方公里，户籍人口9.73万人（2019年）。

## 地理位置和交通
本街道是普陀区最靠近市中心的地段，也是普陀区最初建立时区域范围。苏州河及内环线高架路东西向贯穿本街道。地铁三号线四号线共线通过，在本街道内设有镇坪路站和曹杨路站。地铁七号线纵贯本区域。
区域内主要道路有长寿路、江宁路、武宁路、曹杨路、中山北路。

## 行政区划
长寿路街道下辖：绿洲城市花园居委会、澳门路居委会、陕北居委会、正红里居委会、昌化路居委会、梅山苑居委会、长鸿居委会、长寿新村第三居委会、长寿新村第四居委会、九茂居委会、世纪之门居委会、合德里居委会、永定新村居委会、叶家宅居委会、锦绣里居委会、武宁新村第一居委会、光复里居委会、武宁新村第二居委会、安全里居委会、普雄路居委会、谈家渡居委会、芙蓉花苑居委会、地方天园居委会、玉佛城居委会、知音苑居委会、武宁小城居委会、半岛花园居委会、秋水云庐居委会、河滨围城居委会、圣骊澳门苑居委会、苏堤春晓居委会、新湖明珠城居委会。